# Козлувка (усадьба)

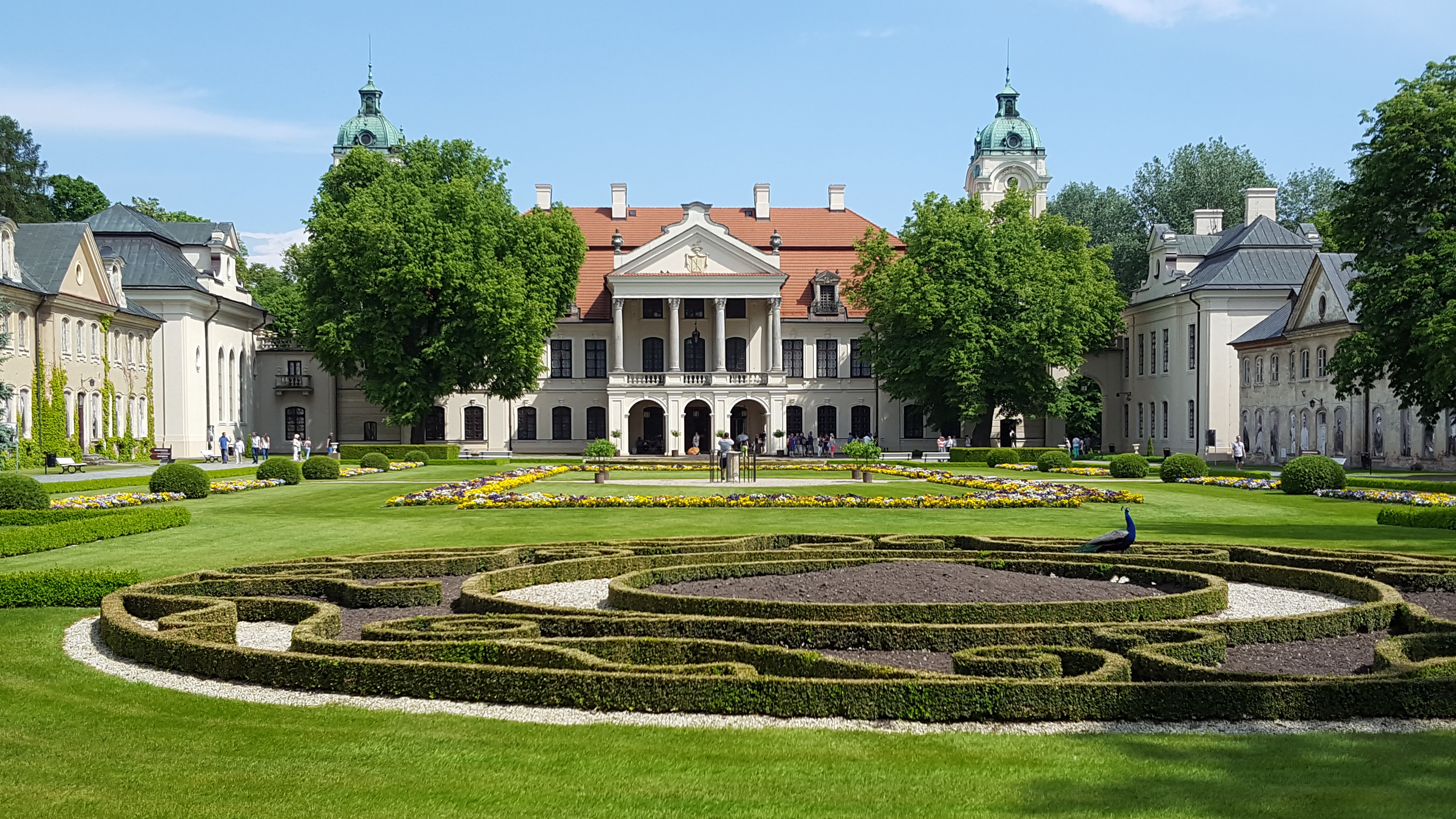
Курдонёр дворца Замойских

Козлувка или (устар.) Козловка — барочный дворцово-парковый ансамбль XVIII века на окраине одноимённого села Люблинского воеводства Польши, неподалеку от Люблина.
Господский дом построен в 1736—1742 годах итальянцем Джакомо Фонтана для магната Михаила Белиньского. Полвека спустя, в 1799 г., Козлувка перешла к графам Замойским и оставалась в их собственности вплоть до начала Второй мировой войны. После прихода к власти коммунистов дворец был национализирован, в нём устроили музей Замойских.
Усадьба включает 15 построек и парк на территории в 19 га (как регулярный «французский», так и пейзажный «английский»). Интерьеры дворца сохранили подлинную обстановку конца XIX века. В одной из хозяйственных построек экспонируются свезённые туда со всей округи памятники Ленину и другим вождям коммунистов (т. н. галерея соцреализма).
С 2007 года является памятником истории Польши. Местный некрополь был внесён в реестр памятников Люблинского воеводства 16 июня 1970 г. (№ А/457).